# Platyhypnum circulifolium
Platyhypnum circulifolium là một loài rêu trong họ Amblystegiaceae. Loài này được Loeske mô tả khoa học đầu tiên năm 1911. Danh pháp khoa học của loài này chưa được làm sáng tỏ. 